# Thái Phỉ Anh A
Thái Phỉ Anh A (tiếng Trung: 泰斐英阿; 3 tháng 3 năm 1728 – 29 tháng 7 năm 1756) là một hoàng thân của nhà Thanh trong lịch sử Trung Quốc, người thừa kế 1 trong 12 tước vị Thiết mạo tử vương.

## Cuộc đời
Thái Phỉ Anh A được sinh ra vào giờ Thân, ngày 23 tháng 1 (âm lịch) năm Ung Chính thứ 6 (1728), trong gia tộc Ái Tân Giác La. Ông là con trai trưởng của Thuận Thừa Khác Quận vương Hi Lương, mẹ ông là Đích Phúc tấn Na Lạp thị (納拉氏).
Năm Càn Long thứ 9 (1744), phụ thân ông qua đời, ông được thế tập tước vị Thuận Thừa Quận vương đời thứ 10. Năm thứ 13 (1748), tháng 12, nhậm Tông Nhân phủ Hữu tông chính. Năm thứ 15 (1750), tháng 9, ông được giao quản lý sự vụ Tương Hồng kỳ Giác La học. Năm thứ 19 (1754), tháng 4, lại nhậm Hữu dực Tiền phong Thống lĩnh. Cùng năm đó, tháng 10, thăng làm Đô thống Hán quân Chính Hoàng kỳ. Năm thứ 21 (1756), tháng 2, lại chuyển làm Tả tông chính.
Ngày 3 tháng 7 (âm lịch), giờ Hợi, ông qua đời, thọ 29 tuổi, được truy thụy Thuận Thừa Cung Quận vương (顺承恭郡王).

## Gia quyến

### Thê thiếp
- Đích Phúc tấn: Phú Sát thị (富察氏), con gái của Thừa Ân công Phó Văn (傅文) – anh trai của Hiếu Hiền Thuần Hoàng hậu, là chị/em gái của Minh Thụy.
- Thứ Phúc tấn:
  - Bố Tát thị (布薩氏), con gái của Hộ quân Sắc Hách Lễ (色赫禮).
  - Quách Giai thị (郭佳氏), con gái của Hộ quân Tam Bảo (三保).

### Con trai
1. Hằng Anh (恆英; 1747 – 1808), mẹ là Thứ Phúc tấn Bố Tát thị. Được phong làm Phụng ân Tướng quân kiêm Hộ quân Tham lĩnh. Có hai con trai.
2. Hằng Linh (恆齡; 1751 – 1833), mẹ là Thứ Phúc tấn Bố Tát thị. Được phong làm Tam đẳng Phụng quốc Tướng quân (三等奉國將軍) kiêm Tổng quản (總管). có ba con trai.
3. Hằng Cảnh (恆景; 1752 – 1807), mẹ là Thứ Phúc tấn Quách Giai thị. Vô tự.
4. Hằng Xương (恆昌; 1753 – 1778), mẹ là Đích Phúc tấn Phú Sát thị. Năm 1756 được thế tập tước vị Thuận Thừa Quận vương. Sau khi qua đời được truy thụy Thuận Thừa Thận Quận vương (順承慎郡王). Có ba con trai.
5. Hằng Khánh (恆慶; 1755 – 1811), mẹ là Thứ Phúc tấn Quách Giai thị. Được phong làm Phụng quốc Tướng quân kiêm Thị vệ. Có một con trai.
6. Hằng Bác (恆博; 1757 – 1825), mẹ là Thứ Phúc tấn Bố Tát thị. Được phong làm Tam đẳng Phụng quốc Tướng quân, sau bị cách tước. Có sáu con trai.